# Sarcogyne desolata
Sarcogyne desolata är en lavart som först beskrevs av Hugo Magnusson., och fick sitt nu gällande namn av K. Knudsen & Standley. Sarcogyne desolata ingår i släktet Sarcogyne och familjen Acarosporaceae.   Inga underarter finns listade i Catalogue of Life.